# John de Jongh

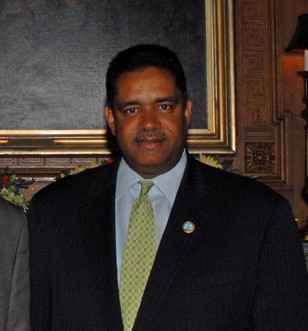
John de Jongh

John de Jongh (* 13. November 1957) ist ein US-amerikanischer Politiker und ehemaliger Gouverneur der Amerikanischen Jungferninseln.

## Leben
Nach seiner Schulzeit studierte Jongh am Antioch College in Ohio Wirtschaftswissenschaften. Jongh wurde Mitglied der Demokratischen Partei. Jongh war ab dem 1. Januar 2007 Gouverneur der Amerikanischen Jungferninseln als Nachfolger von Charles Wesley Turnbull. Am 2. November 2010 wurde er als Gouverneur bei den Gouverneurswahlen wiedergewählt. Seine zweite Amtszeit endete am 5. Januar 2015. dann trat sein 2014 gewählter Nachfolger Kenneth Mapp seine Nachfolge an.
Jongh ist verheiratet mit Cecile René Galiber.